# Der verhexte Platz
Der verhexte Platz, auch Der verhexte Ort und Die verhexte Stelle (russisch Заколдованное место, Sakoldowannoje mesto), ist eine Kurzgeschichte des russischen Schriftstellers Nikolai Gogol, die 1829–1830 entstand und 1832 erschien. Die Geschichte wurde in den zweiten Teil der Abende auf dem Weiler bei Dikanka aufgenommen.

## Handlung
Diese Geschichte soll angeblich wahr sein.
Ein Enkel erzählt, wie einst sein Großvater, ein Kosak, durch eine „unsaubere Kraft“ verwirrt wurde. Der Großvater, ehemals Frachtfuhrmann, züchtete im Ruhestand Melonen, Gurken, Arbusen, Rettiche und Erbsen. Einmal sollte Ostap, einer der drei Brüder des Erzählers, dem Großvater zum Tanz aufspielen. Als dann der Alte zwischen Melonen- und Gurkenfeld während des Kosakentanzes mit einem seiner gewagten Hupfer scheiterte, vermutete der Tänzer, der Tanzplatz müsse des Teufels sein. Während auf dem benachbarten Grabhügel in der nächsten Nacht ein Lichtlein aufblinkte, gab es für den Großvater nur eine Schlussfolgerung. Dort musste nach einem Schatz gegraben werden. Der Alte markierte das kleine Grab mit einem Ast und machte sich anderntags ans Werk. Einen schweren Grabstein konnte Großvater mit Mühe beiseiteschieben. Darunter kam ein Kessel ans Tageslicht. Was enthielt der? Gold? Weit gefehlt – weiter nichts als Kehricht.

## Verwendete Ausgabe
- Der verhexte Platz. Deutsch von Johannes von Guenther. S. 409–422 in Johannes von Guenther (Hrsg.): Nikolai Gogol: Gesammelte Werke. Band I.  Aufbau-Verlag, Berlin 1952